# Karavana otroků

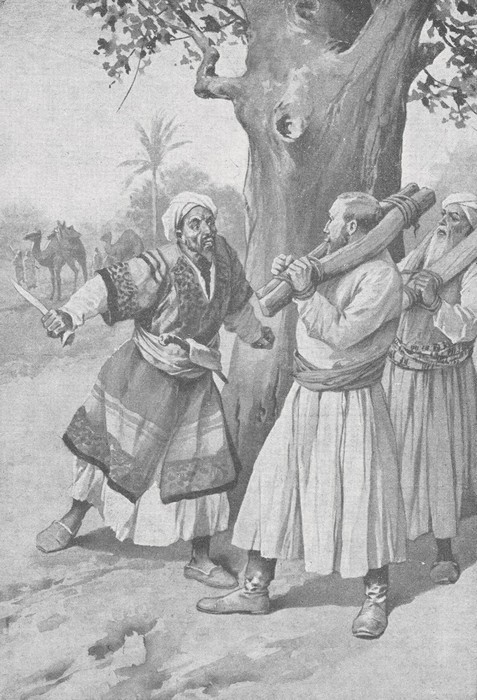
Kresba Věnceslava Černého k českému vydání z roku 1934

Karavana otroků (Die Sklavenkarawane) je dobrodružný román německého spisovatele Karla Maye.
Román nejprve vycházel v letech 1889-1890 na pokračování ve stuttgartském časopise pro mládež Der Gute Kamerad (Dobrý kamarád) a prvního knižního vydání se dočkal roku 1893 v nakladatelství Union Deutsche Verlagsgesellschaft, Stuttgart. Nakladatelství Karl-May-Verlag vydává v rámci Sebraných spisů Karla Maye román pod pořadovým číslem čtyřicet jedna.

## Děj
Hrdinou románu, odehrávajícího se v Súdánu v sedmdesátých letech 19. století, je německý vědec, který s domorodými přáteli bojuje proti otrokářské bandě a v konečném střetnutí v krajině podél Nilu otrokáře zlikviduje, osvobozuje zajaté černochy a s nimi i svého bratra a jeho přítele.

## Česká vydání
První české vydání románu se datuje do roku 1905. V překladu Josefa Ladislava Turnovského a ilustracemi Věnceslava Černého jej vydal pražský nakladatel Alois Hynek. Druhé české vydání pochází z roku 1934 z pražského nakladatelstvím Toužimský a Moravec. Zde román vyšel v rámci tzv. Velké řady knih Karla Maye v překladu Arno Krause a s ilustracemi Věnceslava Černého a Zdeňka Buriana.
Na další vydání si museli čeští čtenáři počkat celých třicet osm let. Teprve roku 1972 vydalo knihu s ilustracemi Zdeňka Buriana a v překladu Jarmily Rosíkové a Milana Rejla nakladatelství Albatros. V té samé úpravě vyšla kniha v Albatrosu ještě roku 1993. Rovněž v roce 1993 vydalo tento román s ilustracemi Jana Hory nakladatelství GABI z Českého Těšína. Zatím poslední české vydání je z roku 1996. V rámci svého projektu Souborné vydání díla Karla Maye jej vydalo ve dvou dílech, v upraveném překladu J. L. Turnovského a s ilustracemi Jiřího Gbravčice, brněnské nakladatelství Návrat